# Notechidnopsis
Notechidnopsis là chi thực vật có hoa trong họ Apocynaceae.